# Kiss and Love
Kiss & Love est un single et une chanson caritative dont les bénéfices sont reversés au Sidaction.
Le projet, sous la direction de Pascal Obispo, est né en 2014 à l'occasion du 20e anniversaire de l’association Sidaction.
Un album composé de vingt duos inédits est sorti le 3 novembre 2014. Les interprètes de ces titres originaux arrangés par Brice Davoli pour un orchestre symphonique sont entre autres Alain Souchon, Julien Clerc, Jean-Jacques Goldman, Francis Cabrel et Françoise Hardy.

## Auteurs et interprètes
La chanson est écrite par Lionel Florence et composée par Pascal Obispo.
Environ 120 artistes participent à cette chanson, parmi lesquels :
Alizée, Amandine Bourgeois, Amaury Vassili, Amel Bent, Anggun, Anthony Kavanagh, Arnaud Ducret, Arthur, Ary Abittan, Baptiste Giabiconi, Brice Conrad, Camille Lou, Christophe Dechavanne, Claudia Tagbo, Collectif Métissé, Corson, Cyril Hanouna, Damien Sargue, David Carreira, Djénéva, Dumè, Élie Semoun, Élisa Tovati, Féfé, Florence Foresti, Florent Mothe, Florent Peyre, Franck Dubosc, Frédéric Lerner, Frédéric Lopez, Gad Elmaleh, Helmut Fritz, Jean-Luc Reichmann, Jeff Panacloc, Joyce Jonathan, Judith, Keen'V, Kenza Farah, Kev Adams, La Fouine, Laurent Ruquier, Leslie,Line Renaud, Louis Delort, Louisy Joseph, Maître Gims, M. Pokora, Matt Houston, Mutine (Duo Manon & Silvio), Mathieu Madénian, Maude, Merwan Rim, Michaël Gregorio, Michaël Youn, Mickaël Miro, Mikelangelo Loconte, Mimie Mathy, Muriel Robin, Nazim Khaled, Nicolas Canteloup, Nikos Aliagas, Nolwenn Leroy, Olympe, Pascal Obispo, Patrick Bosso, Pauline, Roberto Bellarosa, Romain Ughetto, Sébastien Cauet, Sexion d'Assaut, Shy'm, Sofia Essaïdi, Sonia Lacen, Stanislas, Stéphane Bern, Tal, Thierry Amiel, Titoff, Tony Saint Laurent, Vincent Niclo, Valentin Marceau, Vitaa, Ycare, Yoann Fréget,.

## Classement par pays
| Pays          | Meilleure position |
| ------------- | ------------------ |
| France        | 47                 |
| Belgique (Fr) | 25 (tip)           |

## Émission télévisée
| Ordre | Chanson / sketch | Titre                                          | Interprété par                                                                                       |
| ----- | ---------------- | ---------------------------------------------- | --- |
| 1     | Chanson          | Un homme heureux - William Sheller             | Florent Pagny, Patrick Bruel                                                                         |
| 2     | Chanson          | Si seulement je pouvais lui manquer - Calogero | Emmanuel Moire, Joyce Jonathan                                                                       |
| 3     | Sketch           | Le photomaton no 1                             | Jeff Panacloc                                                                                        |
| 4     | Chanson          | J'en rêve encore - Gérald de Palmas            | Garou, Hélène Ségara                                                                                 |
| 5     | Sketch           | Le photomaton no 2                             | Line Renaud                                                                                          |
| 6     | Chanson          | Sa raison d'être - Pascal Obispo               | Louis Delort, M. Pokora, Tal, Amel Bent, Camille Lou, Michaël Gregorio, Claudia Tagbo, Pascal Obispo |
| 7     | Sketch           | Le photomaton no 3                             | Claudia Tagbo, Baptiste Giabiconi                                                                    |
| 8     | Chanson          | Mistral gagnant - Renaud                       | Zazie, Bénabar                                                                                       |
| 9     | Sketch           | Le photomaton no 4                             | Arnaud Ducret, Michaël Gregorio                                                                      |
| 10    | Chanson          | On s'attache - Christophe Maé                  | Amel Bent, Tal, Claudia Tagbo                                                                        |
| 11    | Sketch           | Le photomaton no 5                             | Christophe Dechavanne, Mathieu Madénian                                                              |
| 12    | Chanson          | Fais-moi une place - Julien Clerc              | Christophe Willem, Maurane                                                                           |
| 13    | Chanson          | Seras-tu là ? - Michel Berger                  | Nolwenn Leroy, Pascal Obispo                                                                         |
| 14    | Sketch           | Le photomaton no 6                             | Florent Peyre, Tal                                                                                   |
| 15    | Chanson          | À ma place - Axel Bauer et Zazie               | M. Pokora, Claire Keim                                                                               |
| 16    | Sketch           | Le photomaton no 7                             | Arthur, Arnaud Ducret                                                                                |
| 17    | Chanson          | Des heures hindoues - Étienne Daho             | Calogero, Carla Bruni-Sarkozy                                                                        |
| 18    | Sketch           | Le photomaton no 8                             | Jeff Panacloc, Pascal Obispo                                                                         |
| 19    | Chanson          | Voilà c'est fini - Jean-Louis Aubert           | Zaho, Yannick Noah                                                                                   |
| 20    | Chanson          | Et un jour, une femme - Florent Pagny          | Patrick Fiori, Florent Pagny                                                                         |
| 21    | Sketch           | Le photomaton no 9                             | Pascal Obispo, Claudia Tagbo                                                                         |
| 22    | Chanson          | Ça (c'est vraiment toi) - Téléphone            | Shy'm, Corneille                                                                                     |
| 23    | Sketch           | Le photomaton no 10                            | Patrick Bosso, Jean-Luc Reichmann                                                                    |
| 24    | Chanson          | Hors-saison - Francis Cabrel                   | Cali, Pascal Obispo                                                                                  |
| 25    | Sketch           | Le photomaton no 11                            | Cauet, Titoff, Camille Lou                                                                           |
| 26    | Chanson          | J'te l'dis quand même - Patrick Bruel          | Louis Delort, Camille Lou                                                                            |
| 27    | Chanson          | Kiss & Love - Pascal Obispo                    | Tous                                                                                                 |
| 28    | Chanson          | Bleu comme toi - Étienne Daho                  | Laurent Voulzy, Elsa Fourlon                                                                         |
| 29    | Sketch           | Le photomaton no 12                            | Tony Saint Laurent, Nikos Aliagas                                                                    |